# 路易斯·马丁内斯·诺瓦尔
路易斯·马丁内斯·诺瓦尔（西班牙語：Luis Martínez Noval，1948年7月3日—2013年3月30日）是西班牙经济学家，政治家。前西班牙劳工大臣，阿斯图里亚斯社会主义联盟总书记。

## 生平
1948年生于奥维耶多省皮洛尼亚。毕业于奥维耶多大学经济学专业。1982年大选中，当选众议员，代表阿斯图里亚斯选区。
1988年至2000年，担任阿斯图里亚斯社会主义联盟总书记，这是西班牙工人社会党在阿斯图里亚斯的分支。
2013年3月29日因头部摔伤住院，30日在阿斯图里亚斯中央大学医院去世。

## 荣誉
- 大十字级卡洛斯三世勋章（1993年）[4]